# Pegij pes, beguščij kraem morja
Pegij pes, beguščij kraem morja è un film del 1991 diretto da Karen Gevorkyan.

## Riconoscimenti
- 1991 - Festival cinematografico internazionale di Mosca
  - San Giorgio d'Oro